# Sarinda

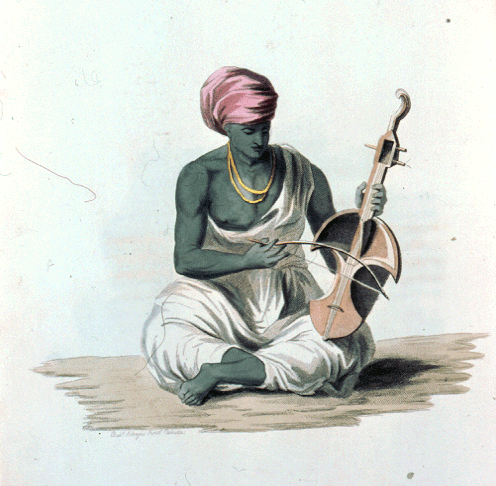
Sarinda

Sarinda är ett indiskt tresträngat instrument från Rajasthan i västra Indien. Man spelar instrumentet sittande på marken i en vertikal position med hjälp av en båge/stråke.